# Cai Lun

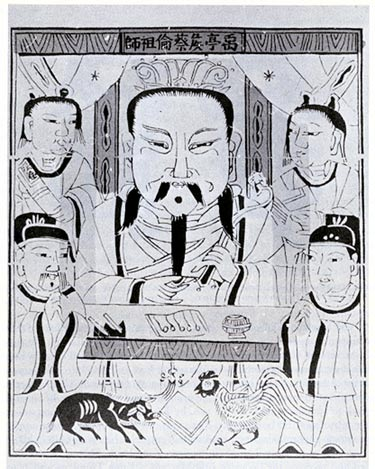
Cai Lun

Cai Lun (traditioneel Chinees: 蔡倫; vereenvoudigd Chinees: 蔡伦; pinyin: Cài Lún; Wade-Giles: Ts'ai Lun) (ca. 50 - 121), was een Chinese eunuch die gezien wordt als de uitvinder van het papier, vergelijkbaar met het huidige papier (in tegenstelling tot het Egyptische papyrus).

Hij werd geboren in Guiyang tijdens de Oosterse Han-dynastie en werd secretaris van keizer He. Hij probeerde met materialen als boombast, hennep, zijde en visnet papier te maken, maar de exacte formule kennen we niet. De keizer was blij met de uitvinding en gaf hem een titel en rijkdom.
Hoewel papier nu overal wordt gebruikt, is hij buiten Oost-Azië nog maar weinig bekend. Nadat Cai Lun in 105 het papier had uitgevonden, werd het meteen overal in China veel gebruikt. In 751 werden een paar Chinese papiermakers gevangengenomen door de Arabieren nadat troepen uit de Tang-dynastie verslagen werden in de Slag van Talas. De techniek van het papiermaken verspreidde zich toen naar het Westen.
Cai Luns bijdrage wordt als een van de belangrijkste ontdekkingen in de wereld gezien, omdat het China mogelijk maakte zich veel sneller te ontwikkelen dan met eerdere schrijfmaterialen (vooral bamboe), net zoals in Europa, waar het in de 12e en 13e eeuw werd geïntroduceerd.